# Первый класс (телепрограмма)
«Первый класс» — тележурнал, посвящённый жизни знаменитостей. Транслировался на «Первом канале» с 21 января по 25 июня 2012 года еженедельно.

## История программы
В сентябре 2011 года во время презентации премьер «Первого канала» в новом сезоне, стало известно о том, что в эфире появится программа «Первый класс» с популярным актером Иваном Охлобыстиным в качестве ведущего. Первый выпуск изначально планировалось показать осенью 2011 года: уже был готов видеосюжет об автогонщике Виталии Петрове, тогда ещё выступавшем в «Формуле-1». Премьера передачи состоялась 21 января 2012 года на «Первом канале».
Передача позиционировалась как тележурнал о людях, которые меняют мир. Политики, деятели искусства, именитые спортсмены и другие знаменитости раскрывали секреты своего успеха, тайны личной жизни и неизвестные подробности своих любовных историй. В отдельных сюжетах поднимались вопросы «Как выжить в большом городе?», «Чем знамениты герои Интернета?», «Можно ли научиться летать?». По словам ведущего, программа не имела аналогов (несмотря на это утверждение, телевизионные критики при анализе передачи вспоминали схожую по структуре программу «Истории в деталях»), а формат шоу напоминает таблоид, затрагивающий научную, религиозную, философскую и культурную тематики. Охлобыстин признался, что озвучивает тексты редакционного коллектива, отредактированные им самим, и заверил, что программа будет любопытна зрителям.
Отличительной особенностью «Первого класса» стал принципиальный отказ от телестудии. Например, первый выпуск передачи снимался на действующем аэродроме, с которого взлетали самолёты, второй — посреди Старого Арбата. Третий — на корабле, плывущем по Москва-реке.
Первый выпуск прошёл в эфире в субботу в 19:55. Через неделю показ был перенесён на 22:25, а с 27 февраля 2012 года программа шла в это же время, но по понедельникам. С 12 марта по 8 апреля 2012 года передача отсутствовала в эфире в связи с трансляцией сериала «Краткий курс счастливой жизни».
Программа была официально закрыта руководством «Первого канала» в июле 2012 года вследствие низких рейтингов.

## Структура
Стандартный выпуск программы можно было условно разделить на несколько тематических рубрик:
- «Личности» — документальные видеосюжеты о звёздах.
- «Братья Сафроновы» — раскрытие секретов фокусов.
- «Стас Давыдов»: «И это хорошо!» — обзор видеороликов из интернета, телевизионная адаптация популярного интернет-проекта[11]. За один выпуск рубрики, длившейся 7-10 минут, обозревалось 5-6 роликов. Для съёмок авторам шоу приходилось использовать видеоролики и сценарии для подводок из старых выпусков для YouTube, но в значительно сокращённом виде, в том числе и по цензурным соображениям со стороны канала[12]. После окончания контракта создателей с передачей рубрика прекратила свой выход, и в более поздних выпусках на смену ей пришёл блок «Обзор интернета» с Сэмом Никелем.
- «Миша Маслов» — независимый эколог проводит рискованные эксперименты на себе[13].
- «Вся правда о…»

## Эпизоды
| №  | Дата показа | Личности                                                                       | Братья Сафроновы                | Миша Маслов                                | Стас Давыдов (This Is Хорошо) | Вся правда о… (Мне нравится) |
| -- | ----------- | ------------------------------------------------------------------------------ | ------------------------------- | ------------------------------------------ | --- | --- |
| 1  | 21.01.2012  | Михаил Прохоров; Маргарита Левиева                                             | Левитация                       | Исследования московского воздуха.          | - Китайский грабитель; — Орёл и параплан; — Китайцы поют про Антошку.                                                                                      | |
| 2  | 28.01.2012  | Сергей Полонский; Константин Меладзе; Стас Михайлов                            | Таинственный сундук.            | Где больше бактерий?                       | - | |
| 3  | 04.02.2012  | Валерия Гай Германика; Николай Валуев; Владимир Пирожков                       | Волшебный стул.                 | Исследования биологических часов человека. | - 1 секунда — 1 пиво; — Человек с головой собаки; — Фанаты подпевают Бейонсе.                                                                              | |
| 4  | 11.02.2012  | Резо Гигинеишвили и Надежда Михалкова; Илья Авербух                            | Волшебный пиджак.               |                                            | - Президент спёр ручку; — Сомы пьют пиво. | |
| 5  | 18.02.2012  | Уитни Хьюстон; Денис Симачёв                                                   | Пройти сквозь человека.         | Холод. Как не замерзнуть.                  | - Румынский спецназ и дверь; — Ворона катается на крышке; — Танец мужика на шоссе.                                                                         | |
| 6  | 27.02.2012  | Евгений Плющенко; Юлия Высоцкая и Андрей Михалков-Кончаловский; Виталий Петров | Разрывая цепи                   |                                            | - Киргизские провидцы (Зима не будет); — Девочка со смешным талантом (на бровях); — Японская реклама; — 62-й автобус.                                      | |
| 7  | 05.03.2012  | Маргарита Луи-Дрейфус; Павел Деревянко; Август. Восьмого (фильм о фильме)      | Девушка в сундуке.              |                                            | - | |
| 8  | 9.04.2012   | Нонна Гришаева; Денис Мацуев; Влади Каста                                      | Китайский фонарь.               |                                            | - Китайские солдаты передают гранату по кругу; — Бой на бегу; — Стиральная машина уничтожила сама себя; -Кайли задувает свечу. \|\|                        | |
| 9  | 16.04.2012  | Григорий Лепс; Мария Кожевникова                                               | Пройти сквозь человека.         |                                            | - Планкинг на кухне; — Овцы бегают по кругу; — Аквапарк с экскаватором.                                                                                    | |
| 10 | 23.04.2012  | Иосиф Кобзон; Анатолий Комм                                                    | Превращение манекена в человека |                                            | — Кувалды со взрывчаткой; — «Мисс Татарстан»; — Морж качается; — Собака Мишка говорит по-английски; — Школьник разбил стекло портфелем; — Собака за рулем. | |
| 11 | 14.05.2012  | Евгений Малкин; Лолита Милявская; Guns n' Roses                                | Сильные руки                    |                                            | - Бразильский певец; — Призрак; — Маленькие тхеквондисты;                                                                                                  | |
| 12 | 21.05.2012  | Михаил Куснирович; Уилл Смит; движение «СтопХам»                               |                                 |                                            | | - Facebook поможет в поисках доноров органов; — Twitter. Михаил Галустян: «На прожиточный минимум можно нормально побухать в выходный»; — ВКонтакте. Группа болельщиков баскетбольного ЦСКА. Новость: NBA хочет купить атакующего защитника ЦСКА Алексея Шведа; — Павлоград. Выпускница Анастасия пришла на выпускной в новом платье Dolce & Gabbana; — Чтобы проверить уровень бензина мужик подсвечивает бензобак зажигалкой; — В российский прокат вышел фильм Саши Барона Коэна «Диктатор»; — Лев пытается съесть ребёнка за стеклом; — Вьетнам. Страж порядка едва не разбился, пытаясь остановить нарушителя ПДД; — Массажист обвинил Джона Траволту в приставаниях. |
| 13 | 19.06.2012  | Жасмин; Тина Канделаки                                                         |                                 |                                            | | - петушиный рэп; — кот-вертолет; — футбол со спецэффектами; — странная авария суперкара; — и качалка на кране. |
| 14 | 25.06.2012. | Филипп Киркоров; Тимати; «Давай до свидания!»                                  |                                 |                                            | | - Группа энтузиастов в комнате студенческого общежития продолжает изучать интернет-новости и нескучно о них рассказывать, сопровождая рассказ фрагментами интернет-видео. — Собака, которой подарили «мерседес»; — выпускник, взломавший сайт ЕГЭ; — куры, у которых отняли корм, превращаются в зверей. А также — что может искренне возмутить министра культуры Королевства Таиланд? |